# Magnus Colliander
Magnus Colliander, född 19 mars 1680, död 5 mars 1728 i Hallaryds församling, Kronobergs län, var en svensk präst.

## Biografi
Magnus Colliander föddes 1680. Han var son till kyrkoherden Zacharias Colliander och Anna Langelia. Colliander blev 1701 student vid Lunds universitet och prästvigdes 1704. Han blev 1706 kollega vid Växjö trivialskola och [1708 komminister i Växjö landsförsamling. År 1719 blev han kyrkoherde i Hallaryds församling, tillträdde 1720. Han avled 1728 i Hallaryds församling.

### Familj
Colliander gifte sig 17 november 1705 med Maria Hjelmberg (1674–1767). Hon var dotter till kyrkoherden Troilius Olai Choraeus och Elisabet Torstensdotter Lohm i Hjälmseryds församling. De fick tillsammans barnen Zacharias Colliander, Gustaf Colliander, Elisabet Colliander, Anna Helena Colliander och Anna Elisabet Colliander (1715–1789) som gifte sig med kyrkoherden Petrus Fagelin i Hallaryds församling. Efter Magnus Collianders död gifte Hjelmberg om sig med kyrkoherden Bengt Thillman i Hallaryds församling.